# Hermanitos, fratelli d'Italia
Hermanitos, fratelli d'Italia è un documentario del 2010 diretto da Jacopo Tartarone.

## Trama
Le bande di Latin Kings esistono anche a Milano e vi prendono parte i giovani della seconda generazione di immigrati latino-americani. Hanno un codice di comportamento ben preciso, riti e simboli tatuati sul corpo, si considerano come una famiglia e si proteggono tra di loro.
In questo modo rimettono insieme i pezzi di una identità perduta e di una famiglia spesso smembrata. Il regista entra in intimità con alcuni di loro e riesce a raccontare da vicino le loro vite. Dietro il look aggressivo e macho si cela una grande debolezza e sofferenza dovuta all'emarginazione e alla lotta quotidiana per la sopravvivenza in un mondo che non gli apre le porte di una facile integrazione.

## Riconoscimenti
- 2011 - Festival del cinema africano, d'Asia e America Latina di Milano
  - Premio Razzismo brutta storia